# Gabriela Moreschi

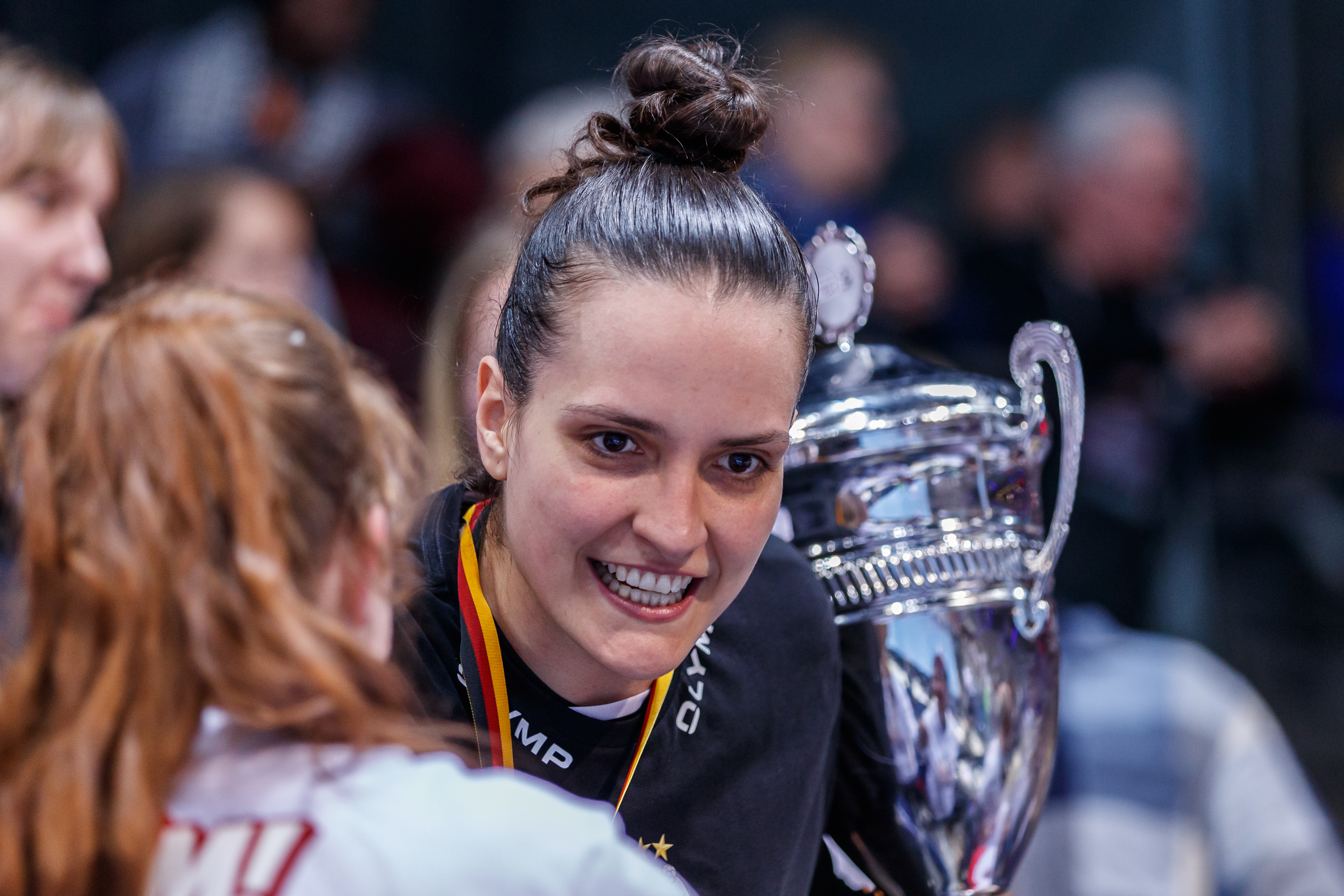
Gabriela Moreschi mit dem DHB-Pokal 2023

Gabriela Gonçalves Dias Moreschi, kurz auch Gabriela Moreschi, (geboren am 8. Juli 1994 in Maringá) ist eine brasilianische Handballtorhüterin.

## Vereinskarriere
Gabriela Moreschi begann das Handballspielen im Jahr 2011 in ihrer Geburtsstadt. Über die Zwischenstation São Caetano gelangte sie im Jahr 2013 zu Itapevi. Nachdem Moreschi anderthalb Jahre für diesen Verein gespielt hatte, lief sie ein halbes Jahr für Jundiaí auf. Anschließend spielte Moreschi in Norwegen von 2015 bis 2016 bei Flint Tønsberg und von 2016 bis 2018 Larvik HK. Mit Larvik gewann sie 2017 die norwegische Meisterschaft. Anschließend stand sie von 2018 bis 2019 in Rumänien bei CS Măgura Cisnădie unter Vertrag. Im Jahr 2019 wechselte sie nach Frankreich, wo sie von 2019 bis 2021 bei Fleury Loiret HB unter Vertrag stand. Von dort wechselte sie 2021 nach Deutschland zur SG BBM Bietigheim. Mit Bietigheim gewann sie 2021, 2022 und 2023 den DHB-Supercup, 2022, 2023 und 2024 die deutsche Meisterschaft, 2022 und 2023 die EHF European League sowie 2022 und 2023 den DHB-Pokal. Seit dem Sommer 2024 läuft sie für den rumänischen Erstligisten CSM Bukarest auf. Mit CSM Bukarest gewann sie im Jahr 2025 die rumänische Meisterschaft sowie den rumänischen Pokal.
Mit den Vereinen Larvik HK, CS Măgura Cisnădie und Fleury Loiret HB spielte sie auch in den europäischen Vereinswettbewerben EHF Champions League und EHF-Pokal bzw. EHF European League.

## Nationalmannschaft
Für die brasilianische Nationalmannschaft absolvierte sie 79 Länderspiele (Stand: Juli 2024). Für ihr Land stand sie bei der Weltmeisterschaft 2019 und bei den Spielen der XXXII. Olympiade in Tokio auf dem Parkett. 2021 gewann sie mit Brasilien die Süd- und mittelamerikanische Meisterschaft. Weiterhin gewann sie die Goldmedaille bei den Panamerikanischen Spielen 2023. Im selben Jahr nahm sie an der Weltmeisterschaft teil, die Brasilien auf dem neunten Platz abschloss. 2024 nahm sie ein zweites Mal an den Olympischen Spielen teil.

## Privates
Gabriela Moreschi besitzt die brasilianische Staatsbürgerschaft und die portugiesische Staatsangehörigkeit.